# Instrument à anche simple
Un instrument à anche simple est un instrument à vent, utilisant un système dans lequel une anche en bois, en roseau, en matériau composite ou en métal est immobilisée d'un côté sur un bec (en métal, cristal, matière plastique, ébonite… ) avec une ligature et dont l'autre côté vient battre l'ouverture présente dans ce bec sous l'effet de la colonne d'air. On parle alors d' anche simple battante (anche hétéroglotte). Dans le système de l'anche simple, un seul élément est mobile, contrairement à celui de l'anche double.
Les tout premiers instruments à anche simple ont été documentés dans l'Égypte ancienne, ainsi qu'au Moyen-Orient, en Grèce et dans l'Empire romain. Les premiers types d'instruments à anche simple utilisaient des anches idioglottes, où l'anche vibrante est une langue taillée et façonnée sur le tube d'une canne. Beaucoup plus tard, les instruments à anche simple ont commencé à utiliser des anches hétéroglottes, où une anche est coupée et séparée du tube de roseau et attachée à un bec d'une manière ou d'une autre. En revanche, dans un instrument à anche double (comme le hautbois et le basson), il n'y a pas d'embouchure ; les deux parties de l'anche vibrent l'une contre l'autre. Les anches sont traditionnellement fabriquées en roseau et produisent un son lorsque de l'air est soufflé à travers elles. Les clarinettes et les saxophones sont des instruments à anche simple. Le timbre d'un instrument à anche simple ou double est lié à la série harmonique causée par la forme de la perce.
Dans le cas des instruments primitifs ou traditionnels, l'anche simple était taillée directement dans le corps de l'instrument (anche idioglotte).

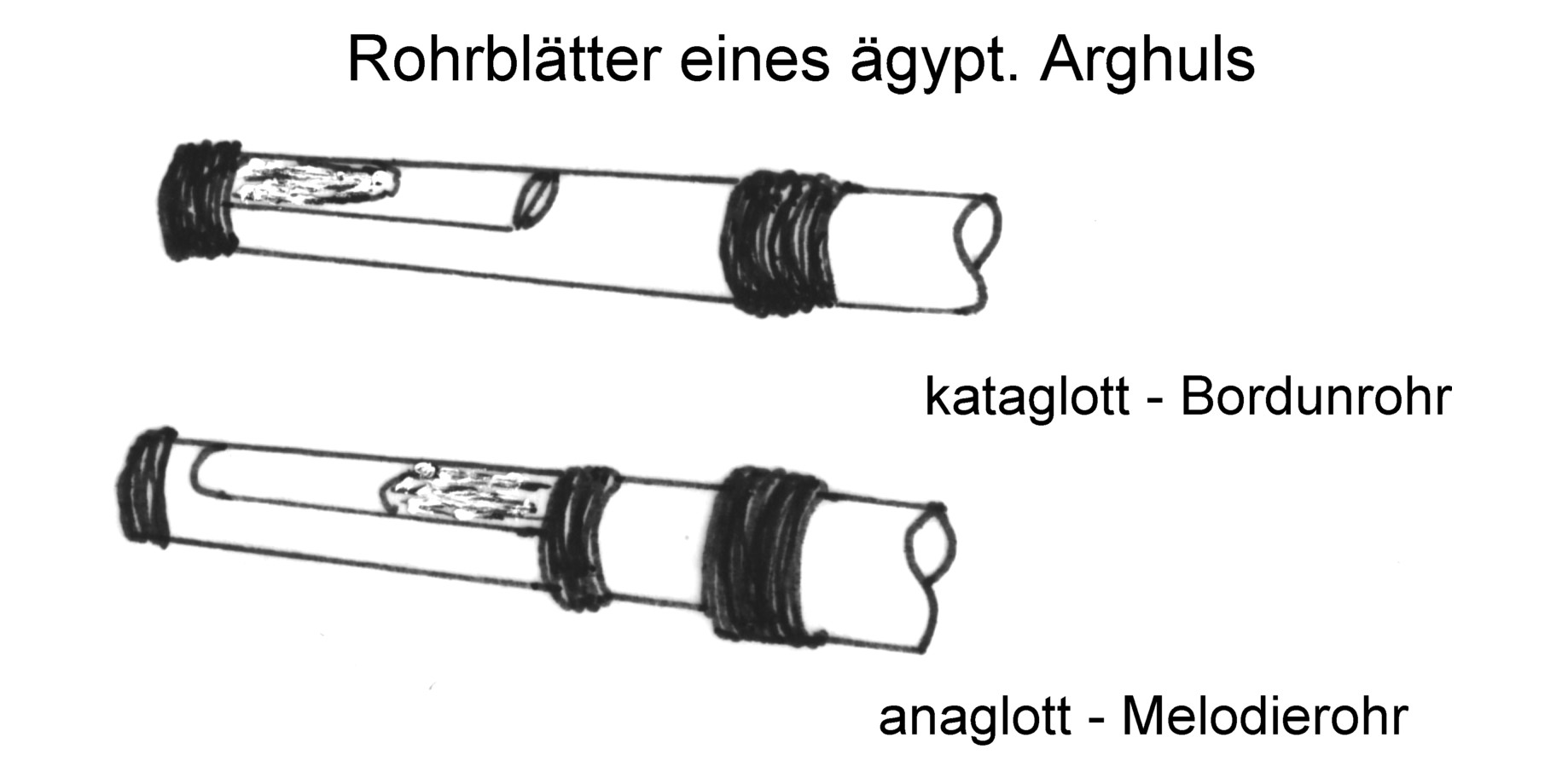
Dessins d'anches idioglottes : anches simples tubulaires dans lesquelles l'anche fait toujours partie de la tige de l'anche. Les anches peuvent être fendues du milieu vers le haut (cataglotte, l'anche pend) et du haut vers le bas (anaglotte, l'anche se tient debout). Ces anches particulières sont tirées de celles utilisées dans un arghoul. Également utilisées dans les cornemuses et les flûtes à anche ou la famille des clarinettes :,,, dozaleh, premiers chalumeaux, cifte, launeddas,,, reclam de xeremies, sipsi, et clarinette double.

La plupart des instruments à anche unique descendent d'instruments idioglottes à anche simple appelés memet, découverts en Égypte dès 2700 avant notre ère. En raison de leur fragilité, aucun instrument de l'Antiquité n'a été conservé, mais les témoignages iconographiques sont nombreux. Durant l'Ancien Empire d'Égypte (2778-2723 avant notre ère), les memets étaient représentés sur les reliefs de sept tombes à Saqqarah, six tombes à Gizeh et les pyramides de la reine Khentkaus. La plupart des memets étaient des clarinettes doubles, où deux tubes d'anche étaient attachés ou collés ensemble pour former un seul instrument. Des tuyaux multiples étaient utilisés pour renforcer le son ou générer une forte pulsation avec de légères variations d'accord entre les tuyaux. L'un des tubes faisait généralement office de bourdon, mais la conception de ces instruments simples variait à l'infini. L'anche entière entrait dans la bouche, ce qui signifie que le musicien ne pouvait pas facilement articuler, de sorte que les mélodies étaient définies par un mouvement rapide des doigts sur les trous de tonalité. Ces types de clarinettes doubles sont encore répandus aujourd'hui, mais ils ont également évolué vers des clarinettes simples simplifiées et des hornpipes. Les modèles idioglottes modernes existants en Égypte comprennent l'arghoul et le zummara.

## Liste alphabétique d'instruments à anche simple
- Alboka
- Aulochrome, saxophone soprano double
- Birbynė (clarinette lituanienne)
- Certains bourdons de la cornemuse
- Certains chalumeaux du Moyen Âge
- Clarinette / clarinette ancienne
- Cor de basset
- Diplica (en) (Balkans)
- Dilliara (Mali ou Niger)
- Clarinette double de l'Ancien empire égyptien, et successeurs
- Heckel-Clarina (de), breveté en 1889
- Heckelphon-Klarinette (en), inventé en 1907
- Launeddas (Sardaigne)
- Mock trumpet (en) (Angleterre)
- Pai (Roumanie)
- Pibgorn (en) (pays de Galles)
- Saxophone
- Sipsi (instrument à vent traditionnel phrygien ou hittite)
- Tárogató ou Taragot (saxophone soprano rustique en bois, Hongrie/Roumanie)
- Tungehorn (clarinette des bergers, Norvège)
- Tutut (Oural, Volga)
- Xaphoon (Hawaï)